# Jirès Kembo Ekoko
Jirès Kembo Ekoko (Kinsasa, 8 de enero de 1988) es un exfutbolista congoleño, nacionalizado francés, que jugaba como delantero.

## Trayectoria

### Clubes
| Club                    | País    | Año       |
| ----------------------- | ------- | --------- |
| Stade Rennais F. C.     | Francia | 2006-2012 |
| Al-Ain F. C.            | EAU     | 2012-2015 |
| El Jaish S. C. (cedido) | Catar   | 2013-2014 |
| Al-Nasr S. C.           | EAU     | 2015-2017 |
| Bursaspor               | Turquía | 2017-2019 |

## Selección nacional
Fue internacional con la selección de fútbol sub-21 de Francia.

## Palmarés

### Títulos nacionales
| Título                                  | Club           | País  | Año  |
| --------------------------------------- | -------------- | ----- | ---- |
| Liga Árabe del Golfo                    | Al-Ain F. C.   | EAU   | 2013 |
| Supercopa de los Emiratos Árabes Unidos | Al-Ain F. C.   | EAU   | 2013 |
| Copa Príncipe de la Corona de Catar     | El Jaish S. C. | Catar | 2014 |
| Liga Árabe del Golfo                    | Al-Ain F. C.   | EAU   | 2015 |

## Vida privada
Es hijo de Kembo Uba Kembo, un exfutbolista que jugó en la selección de fútbol de Zaire.
A los 6 años fue enviado a Francia por sus padres, y terminó siendo adoptado por el matrimonio de Wilfried Mbappé y Fayza Lamari, padres biológicos de Kylian Mbappé y de Ethan Mbappé, por lo que Ekoko es hermano de ambos futbolistas.